# Karl Bösken
Karl Bösken (* 27. März 1895 in Geldern; † 26. Dezember 1970) war ein deutscher Kommunalpolitiker und ehrenamtlicher Landrat (CDU).

## Leben und Beruf
Nach dem Schulbesuch in Kempen absolvierte Bösken ein Pharmaziestudium an der Rheinischen Friedrich-Wilhelms Universität zu Bonn. Anschließend war er als Apotheker tätig. Bösken war verheiratet mit Carola Bösken geborene Stapper. Das Ehepaar Bösken hat drei Kinder: Karl-Heinz Bösken-Diebels (+), Professor Gerd Bösken und Maria-Elisabeth Heveling geborene Bösken.
Mitglied des Kreistages des ehemaligen Landkreises Geldern war er von 1950 bis 1969. Vom 15. November 1950 bis zum 9. November 1969 war er Landrat des Landkreises Geldern. Außerdem war er von 1946 bis 1969 Mitglied im Rat der Stadt Geldern und von 1952 ununterbrochen bis 1969 Bürgermeister.
Bösken war in verschiedenen Gremien des Landkreistages Nordrhein-Westfalen tätig.

## Sonstiges
Am 18. Oktober 1965 wurde Bösken das Bundesverdienstkreuz 1. Klasse verliehen.